# Nàng dâu order
Nàng dâu order là một bộ phim truyền hình được thực hiện bởi Trung tâm Phim truyền hình Việt Nam, Đài Truyền hình Việt Nam do Bùi Quốc Việt làm đạo diễn. Phim phát sóng vào lúc 21h30 thứ 2, 3 hàng tuần bắt đầu từ ngày 8 tháng 4 năm 2019 và kết thúc vào ngày 16 tháng 7 năm 2019 trên kênh VTV3.

## Nội dung
Nàng dâu order xoay quanh Lam Lam (Lan Phương), một nữ nhà văn trẻ chuyên viết truyện ngôn tình online và cuộc sống của cô khi về sống tại gia đình nhà chồng danh giá. Dù Lam Lam có thể giỏi viết nhưng cô lại không hề biết làm việc nhà, nhất là nấu nướng. Vì vậy cô luôn phải đặt mọi thứ trên mạng Internet, sử dụng dịch vụ vận chuyển đồ tận nơi để phục vụ gia đình. Thậm chí, cô còn phải che giấu những tật xấu của mình với các thành viên trong gia đình chồng. Những khác biệt trong lối sống, tính cách từ đó đã gây ra những mâu thuẫn giữa Lam Lam với gia đình chồng, đặc biệt là bà nội của chồng (NSƯT Minh Vượng) trong những câu chuyện vụn vặt trong cuộc sống và dần đẩy cô đứng trước bờ vực đổ vỡ hôn nhân...

## Diễn viên

### Diễn viên chính
- Lan Phương trong vai Yến[6]
- Thanh Sơn trong vai Phong
- Minh Vượng trong vai Bà Loan[7]
- Trọng Trinh trong vai Ông Phú
- Lại Phú Đôn trong vai Ông Tú
- Thanh Quý trong vai Bà Ngoan
- Đình Tú trong vai Long
- Khuất Quỳnh Hoa trong vai Nhàn
- Phương Oanh trong vai Vy
- Quỳnh Kool trong vai Nguyệt Anh
- Thanh Hương trong vai Linh
- Hồng Hạnh trong vai Nga
- Minh Tít trong vai Kiệt

### Diễn viên phụ
- Đức Khuê trong vai Tiện
- Bích Điệp trong vai  Bà Nguyệt
- Tú Oanh trong vai Osin nhà bà Loan
- Hồng Vương trong vai Lam
- Bá Anh trong vai Toàn (Sếp của Phong)
- Huyền Sâm trong vai Bà Dung
- Ngọc Tản trong vai Bà Mười

Cùng một số diễn viên khác...

## Ca khúc trong phim
Bài hát trong phim là ca khúc "Hạnh phúc trong em" do Minh Chiến, Duy Vương sáng tác và Minh Ngọc thể hiện.

## Giải thưởng
| Năm  | Giải thưởng  | Hạng mục              | (Người) đề cử | Kết quả | Tham khảo |
| ---- | ------------ | --------------------- | ------------- | ------- | --------- |
| 2019 | Ấn tượng VTV | Nữ diễn viên ấn tượng | Thanh Hương   | Đề cử   |           |